# Teknologisk arbetslöshet
Teknologisk arbetslöshet är höjd arbetslöshet som orsakas av teknologiska förändringar. Debatten om detta har pågått ända sedan den tidiga industrialismen och det har hela tiden funnits två huvudläger, de som menar att teknikutvecklingen inte orsakar långsiktigt höjd arbetslöshet och de som menar att arbetslösheten ökar långsiktigt på grund av tekniken. Under senare decennier och framförallt under 2010-talet har denna debatt tilltagit, efter flera rapporter om att automatisering och artificiell intelligens under de närmsta åren och decennierna kommer att medföra att många jobb försvinner.
Olika strategier finns för att hantera detta, allt från idéer om att människan och maskiner borde "gå ihop" till idéer om ett nytt ekonomiskt system och idéer om hur problemet kan hanteras inom ramen för dagens samhällsmodell. I USA har frågan om teknologisk arbetslöshet, mycket på grund av presidentkandidaten Andrew Yang, fått extra uppmärksamhet under senare år.[när?][källa behövs]

## Historik

### Äldre historia
Såväl grekerna under antiken som romarna under Romarriket gav allmosor till de fattiga, bland annat för att mildra problemen med teknologisk arbetslöshet. Vissa romerska kejsare gick till och med så långt som att förbjuda arbetsbesparande innovationer för att därigenom rädda jobben.

### 1500–1700

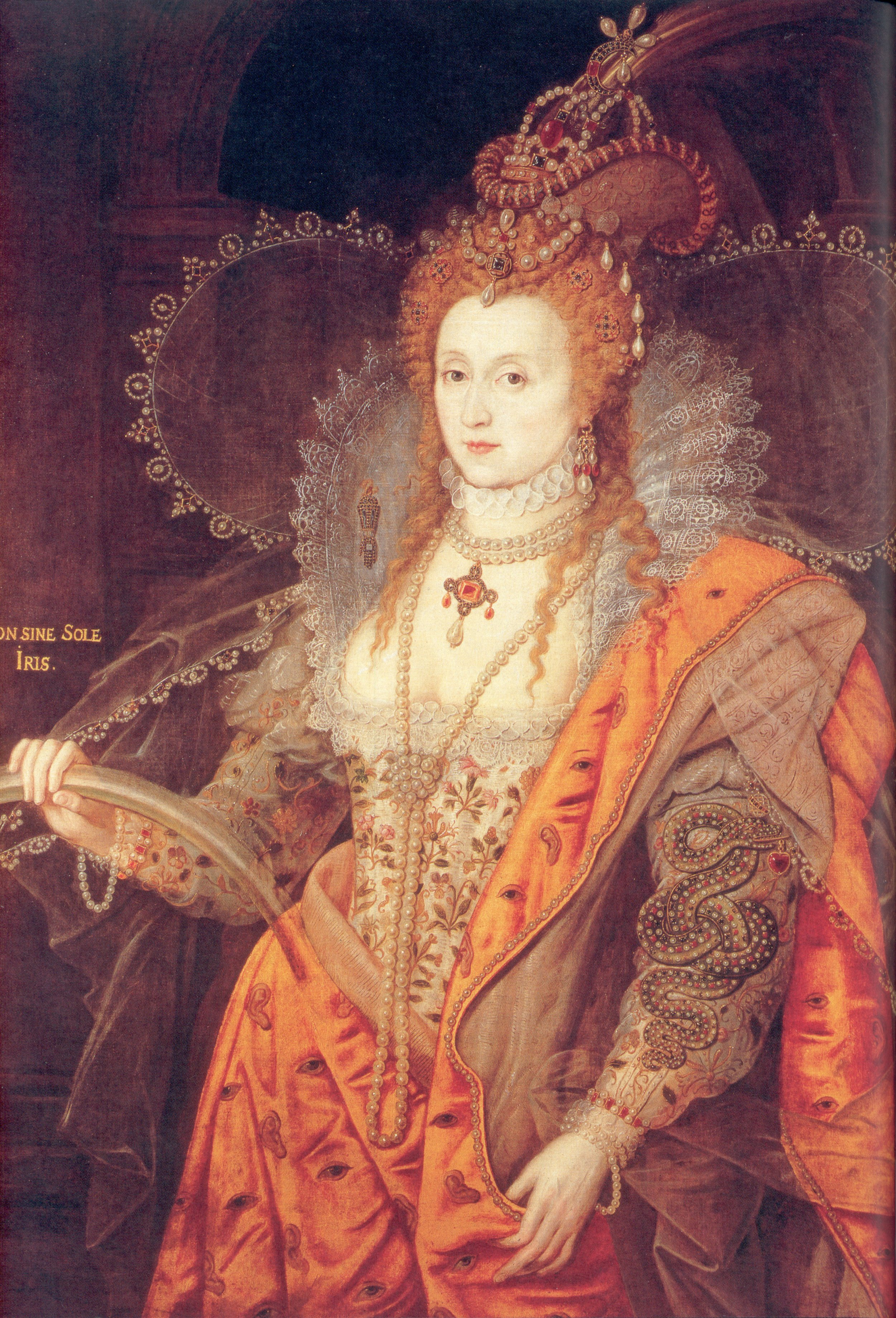
Elizabeth I som vägrade att patentera en stickmaskin uppfunnen av William Lee.

Under 1500-talet och 1600-talet fanns i Europa en generellt sett restriktiv och skeptisk inställning till nya innovationer, inte minst från den härskande eliten. I Storbritannien tonades denna restriktiva hållning dock ner tidigare än i andra delar av Europa, vilket av vissa citerade forskare setts som en av delorsakerna till att den industriella revolutionen startade just där. Ett känt exempel på ny teknik som nekades uppstod när uppfinnaren William Lee bjöd in drottning Elizabeth I för att se en arbetsbesparande stickmaskin. Drottningen nekade att utfärda ett patent med motiveringen att tekniken skulle kunna leda till arbetslöshet bland textilarbetare. Efter att ha flyttat till Frankrike och även där misslyckats med att uppnå framgång för att främja sin uppfinning, återvände Lee till England men blev återigen vägrad av Elizabeths efterträdare James I av samma anledning. Till bilden hör också att merkantilismen, som var den ledande och dominerande ekonomiska filosofin under dessa århundraden, hade olika riktningar. En riktning som stärktes under slutet av 1600-talet, framförallt efter den Ärorika revolutionen 1688, var särskilt positivt inställd till tekniska innovationer. Ett argument som framfördes var att arbetslösheten inte alls skulle minska om brittiska företag införde arbetsbesparande teknologi, eftersom företagens konkurrenskraft då skulle öka gentemot företag från andra länder på grund av högre produktivitet. Parallellt med detta fanns dock kraftigt motstånd mot att maskinerna "tog jobben" och det förekom till och med att arbetare slog sönder maskinerna, för att på så sätt skydda sig mot tekniken. Ekonomen Joseph Schumpeter har noterat att flera av dåtidens tänkare menade att arbetarna faktiskt hade rätt, att arbetslösheten ökar på grund av tekniken, med von Justi som ett bra exempel. Dock har han också framhållit att den dominerande attityden hos eliten var att teknologisk arbetslöshet trots allt inte skulle vara ett långsiktigt problem, och att den attityden stärktes med tiden.

### 1700–1900
Den industriella revolutionen, då maskiner och nya metoder introducerades i jordbruket, textilbranschen och ett flertal andra sektorer, inleddes i England omkring 1760 och spreds därefter till delar av övriga världen. Produktiviteten ökade avsevärt, men de sociala problemen, inte minst på fabrikerna där arbetarna pressades hårt, var också omfattande. Såväl teknikutveckling som arbetsvillkor och teknologisk arbetslöshet debatterades. De flesta klassiska ekonomer, som David Ricardo, Jean-Baptiste Say, Karl Marx och John Stuart Mill, hade detaljerade analyser kring fenomenet. 

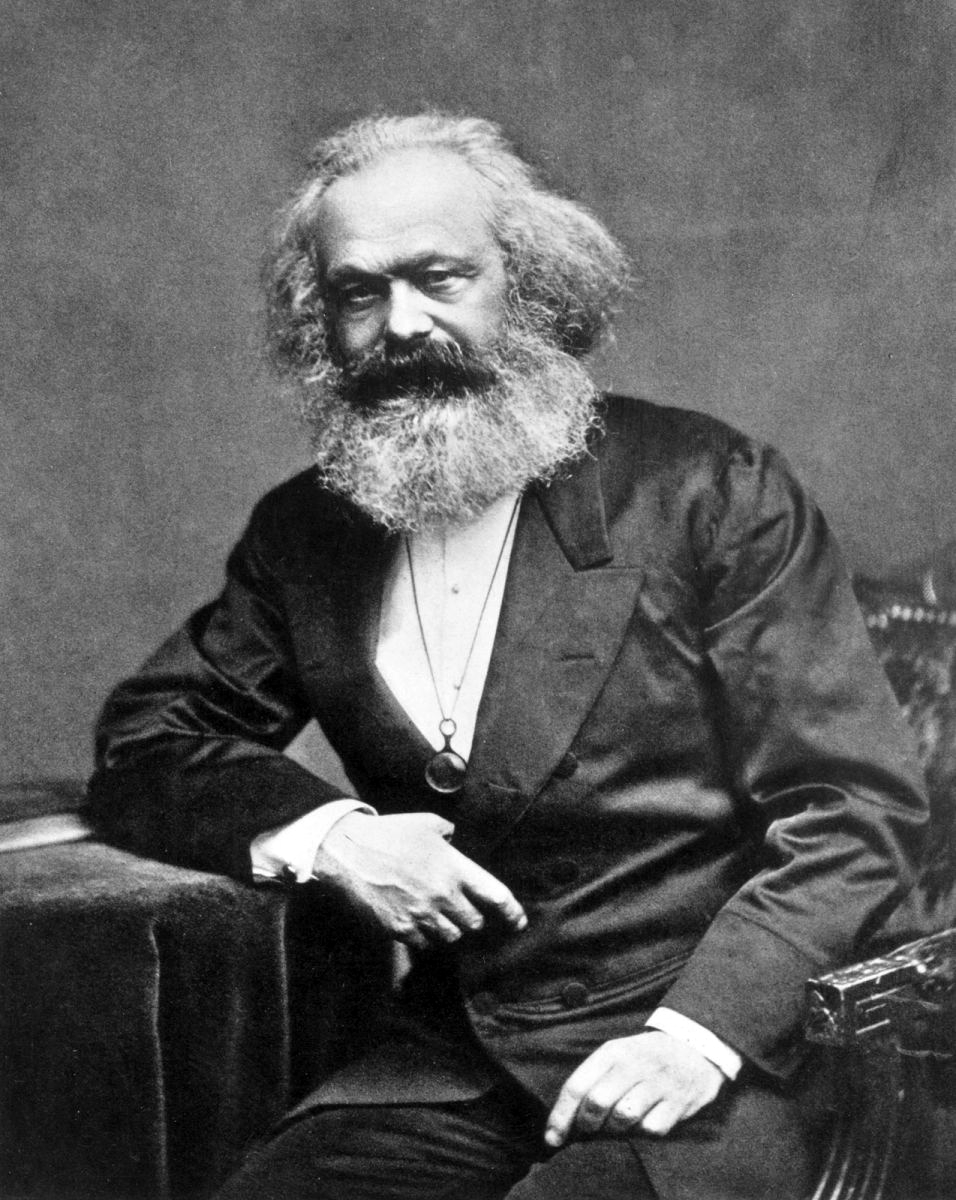
Karl Marx var en tidig arbetskritiker.

I debatten framkom två teoretiska skäl för varför teknologisk arbetslöshet bara kan vara kortvarig samt även fyra argument för varför teknologisk arbetslöshet kan leda till långsiktigt högre arbetslöshet. Dessutom identifierades ett flertal empiriska nyckelfaktorer, vilka kan behöva tas i beaktande vid ett avgörande av dispyten. Det ena argumentet för kortvarig arbetslöshet på grund av teknologisk utveckling baserades på Says lag, det vill säga att utbudet skapar sin egen efterfrågan. Det andra argumentet handlade om att lönesumman, trots allt, inte minskade vid teknologisk utveckling, eftersom det oftast inte var cirkulerande kapital som användes för inköp av maskiner, utan stillastående kapital, såsom vinster. Argumenten för att teknisk utveckling kan ge långsiktigt högre arbetslöshet var:
1. Marknader (det vill säga efterfrågan) kan saknas,
2. Det kan saknas kapital för att anställa dem som blivit arbetslösa på grund av maskiner,
3. Teknologisk utveckling leder till en minskande andel cirkulerande kapital relativt "fixerat" kapital,
4. Marx argument om att kapitalismen, i sig själv, ger upphov till en växande reservarmé av arbetslösa.

Diskussionerna om empiri till trots så hade de klassiska ekonomerna dock inte särskilt mycket empiri själva, eftersom statistik på det hela taget saknades.
En rörelse från tidigt 1800-tal som än idag omnämns är Ludditerna, eller maskinstormarna. Det var textilarbetare som kände sig hotade till jobb och liv av den pågående mekaniseringen, inte minst av Spinning Jenny. Än idag används begreppet luddit och luddism för dem som motsätter sig teknikutveckling på ett eller annat sätt, på grund av de sociala och kulturella förändringar det medför eller antas medföra. Ekonomer har också myntat uttrycket "Luddite fallacy" som beteckning för den, enligt deras mening, felaktiga slutsatsen att teknologisk utveckling medför strukturell arbetslöshet.
Marxismen, som formulerades av socialister efter Marx och Engels skrifter i mitten av seklet, utgick från iakttagelser om arbetarklassens hårda liv. Marx kritiserade J.B Say, Ramsey McCulloch och andra för deras tilltro till att marknaden genom så kallade kompensationseffekter gör så att arbetslösheten inte ökar trots arbetsbesparande maskiner. Marximen till trots blev det dock en vanligare åsikt under senare delen av 1800-talet att teknologisk arbetslöshet inte var något problem. Arbetarklassen hade trots allt fått det mycket bättre, i takt med teknikutvecklingen. Arbetslösheten hade dessutom minskat, inte ökat.

### 1900–1950

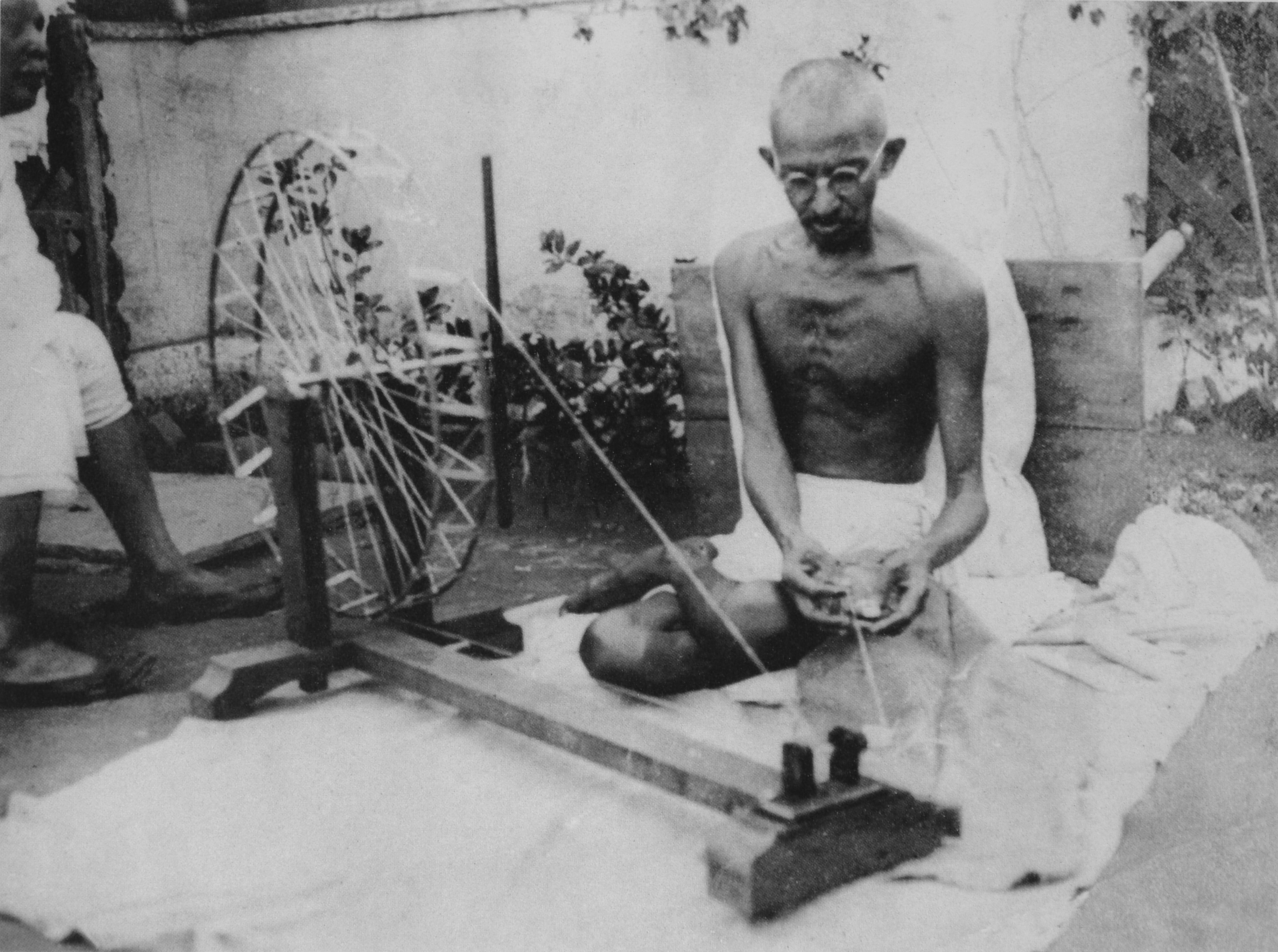
Gandhi var inte emot maskiner i sig själva, men han vände sig starkt emot arbetsbesparande maskiner då effekten blev att folk blev utan jobb och "utslängda på gatan för att dö av hunger" (engelska: "What I object to, is the craze for machinery, not machinery as such. The craze is for what they call labour-saving machinery. Men go on 'saving labour', till thousands are without work and thrown on the open streets to die of starvation.", 1924.)

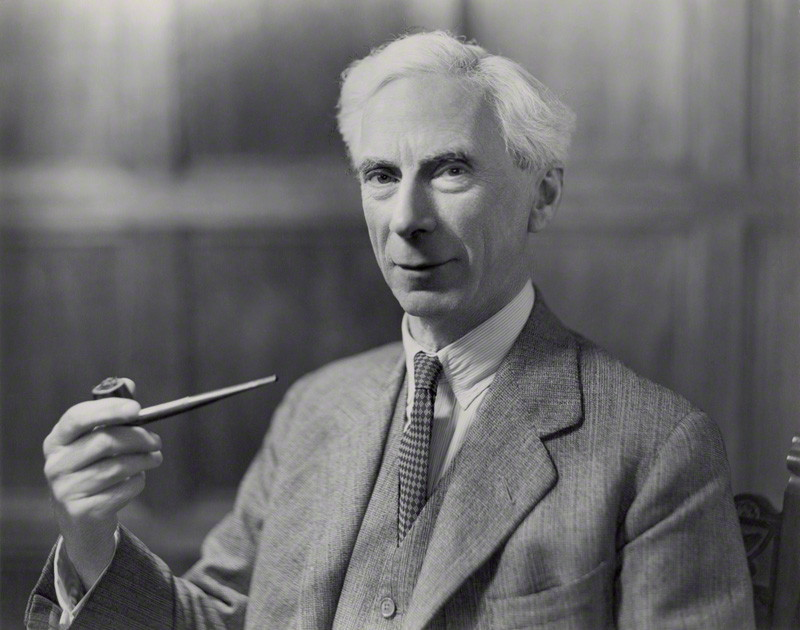
Bertrand Russell engagerade sig i frågan om teknologisk arbetslöshet, respektive var arbetskritisk generellt.

Det var ingen stor debatt om teknologisk arbetslöshet under de två första decennierna av 1900-talet. Marxistiskt orienterade debattörer och ett fåtal andra utmanade visserligen denna teknikoptimism, eller denna klassiska nationalekonomi, som menade att marknaden löser "problemet", men de var i klar minoritet. Under 1920-talet ökade dock arbetslösheten åter i Europa och därmed även debatten om teknologisk arbetslöshet. Filosofen och matematikern Bertrand Russell uttryckte sig exempelvis såhär, år 1924: 
| ” | Machines are worshipped because they are beautiful and valued because they confer power; they are hated because they are hideous and loathed because they impose slavery. | „ |

Därmed knöt han an till den spänningsfyllda relation som människan haft till maskinerna ända sedan industrialismens barndom och som var en stor fråga inte minst för Karl Marx och andra vänsterorienterade ekonomer under 1800-talet.. Börskraschen 1929 och den därpå följande Stora depressionen gjorde miljontals människor och familjer fattiga och arbetslösa. Starka fascistiska eller auktoritärt konservativa vindar blåste i delar av Europa vid den här tiden, särskilt i Tyskland, och 1930-talet som helhet handlade till stor del om upprustning. Men det var också en livlig debatt om teknologisk arbetslöshet, vilken dock falnade då världskriget bröt ut.

### 1950–1970
Decennierna efter Andra Världskriget präglades av tillväxt och låg arbetslöshet. Den fordistiska produktionsmetoden, massproduktion vid löpande band, hade också sin höjdpunkt under den här tiden. Välfärdsstaten byggdes ut och i samband med det ökade också kvinnornas deltagande i arbetslivet. Eftersom arbetslösheten generellt sett var låg så var det också generellt sett en sparsam debatt om teknologisk arbetslöshet. Under 1960-talet, i samband med den allmänna vänstervågen, ökade dock debatten och så kallad "strukturell arbetslöshet" blev en stor fråga.

### 1970–2000
Den så kallade End of Work-genren fick sitt genombrott under 1990-talet med bestsellers såsom End of Work, Globaliseringsfällan och Den ekonomiska terrorn. Författarna argumenterade för att de sammantagna effekterna av kapitalism, globalisering och teknikutveckling var ett stort hot mot mänskligheten såvida inte nya mekanismer för omfördelning av arbete och inkomster kom till stånd. De såg alla teknologisk arbetslöshet som ett ofrånkomligt faktum, liksom även att det vore farligt att negligera detta, att tro att marknaden löser det säkert. Jeremy Rifkin menade att världen sedan 1950-talet befann sig i en tredje industriell revolution, eller informationsålder som han också benämnde det, i vilken tekniken medför rationaliseringar inom alla samhällssektorer. I de tidigare samhällsomvandlingarna kunde jobb uppstå i andra branscher, där tekniken inte fått tillträde ännu. Men idag har tekniken fått tillträde överallt och då är situationen en helt annan. Det vill säga att människan går mot en arbetsfri värld, eller åtminstone en värld med mycket mindre lönearbete. Hur vi väljer att hantera detta faktum bestämmer om framtiden blir god eller ond.  Vivianne Forrester framhöll å sin sida det farliga i att låta ekonomismen och globaliseringen få fortsatt förtroende, då det i hennes ögon bara skapade klyftor och massarbetslöshet. 
Liberalen Mauricio Rojas är en av kritikerna. I boken Valser om arbetets slut går han igenom End of Work-genren, vars teorier och slutsatser han inte alls håller med om. I likhet med den marxistiske filosofen George Caffentzis menar han, bland annat, att resonemanget baseras på teknologisk determinism.[källa behövs]

### Nutida debatt (2000–)

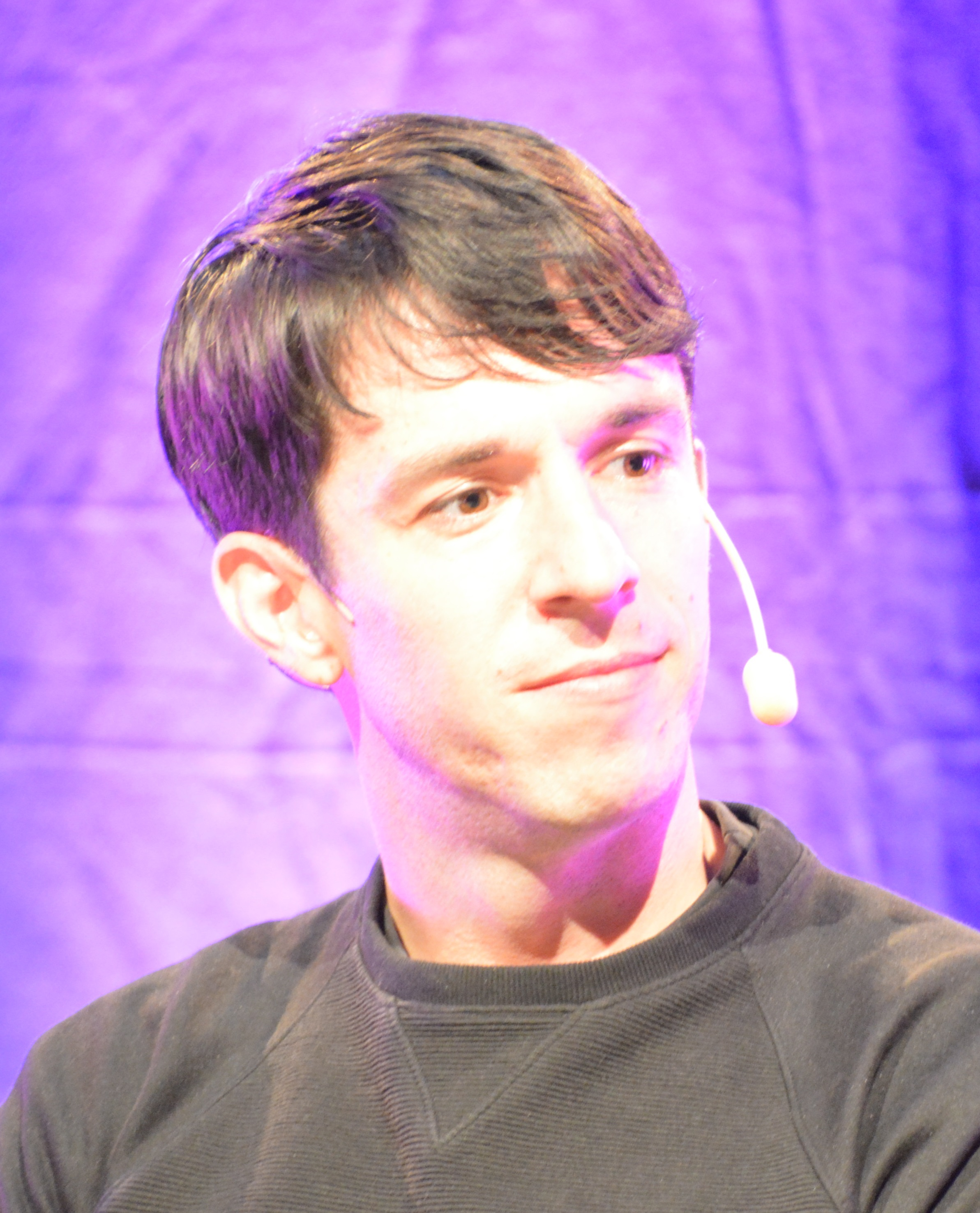
Sociologen Roland Paulsen har skrivit den arbetskritiska boken : Arbetssamhället - Hur arbetet överlevde teknologin.

De klassiska ekonomerna dominerade fortfarande debatten under 2000-talets inledning. Men från det akademiska hållet började det komma nya utmaningar. Böcker som, till skillnad från åtminstone vissa av böckerna i End of Work-genren, också hade empiriskt material. Automatisering, robotisering och artificiell intelligens  framhölls i böcker som Marshall Brain's Robotic Nation och Martin Fords The Lights in the Tunnel: Automation, Accelerating Technology and the Economy of the Future.. 
Under 2010-talet har tonvikten i samtalet kring teknik och arbetslöshet skiftats än mer, i samband med att ytterligare studier pekat i riktning mot ökad arbetslöshet i teknikens spår, något som Nick Bloom, ekonomprofessor vid Stanford University, skriver under på Lawrence Summers, före detta amerikansk finansminister, menar att huvudproblemet idag och i framtiden inte gäller produktionen, som löser sig med automation och robotar, utan jobbfrågan. I Sverige har Anders Wijkman gått på samma linje, med stöd bland annat från ny amerikansk forskning om arbetslöshetens orsaker på 2010-talet. Det traditionella synsättet, att ny teknik inte ökar arbetslösheten, finns dock fortfarande kvar. Ett tecken på det är att Pew Research år 2014 lät intervjua 1896 ekonomer och teknologer. Resultatet visade att det var ungefär lika många som trodde på långsiktigt ökad arbetslöshet på grund av teknikutvecklingen som de som inte trodde på det. Dock visar officiell statistik (2015) att antalet arbetade timmar har minskat inom i nästan alla OECD-länder sedan 1970-talet, vilket allmänt sett skett parallellt med en snabb teknikutveckling.
I Sydkorea, "världens mest automatiserade land" (med mer än en robot per 19 anställda), överväger regeringen (2017) att anpassa sin skattelagstiftning för att bromsa automatiseringen och robotiseringen. Detta på grund av oron för att automatisering och robotisering kan leda till högre arbetslöshet.  Förändringen som övervägs handlar rent praktiskt om att minska avdraget i bolagsskatten vid investeringar från sju procent till fem procent. Det är inte en robotskatt per se, men har i diskussionen liknats vid detta.

## Lösningar och perspektiv

### Klassiska skolan, utbudsekonomi och keynesianismen
Det är framförallt två ekonomiska skolor som länge stått mot varandra i det ekonomiska tänkandet. Den klassiska skolan och keynesiansmen. Den klassiska skolans synsätt och liknande perspektiv, såsom utbudsekonomi, har inspirerat partier, rörelser och debattörer till höger. Keynesianismen och efterfrågebaserad politik överlag är främst associerad med den socialdemokratiska rörelsen liksom med vänsterrörelser överlag. Varken den klassiska skolan eller keynesianismen eller de nya skolor som går i dessas fotspår kan dock sägas ta teknologisk arbetslöshet på allvar. Teorin är, kraftigt förenklat, att marknaden löser arbetslöshetsproblemet, alternativt att marknaden plus stat löser problemet. Samt att tillväxt främjar arbete och att teknologisk utveckling också främjar arbete och tillväxt.  
- Klassiska skolan: Den klassiska skolan utgår från David Ricardo, Jean-Baptiste Say och andra 1800-talstänkare.

- Keynesianism: Enligt Keynes beror arbetslösheten huvudsakligen på för låg monetär efterfrågan. Receptet, som skulle användas i lågkonjunkturer, var ökade statliga investeringar, men även statliga ingripanden för att människor direkt skulle få mer pengar, såsom sänkt skatt, höjda löner och mer bidrag. Keynes menade att staten för att finansiera dessa extra utgifter under lågkonjunktur borde öka statsskulden. I Economic Possibilities for our Grandchildren, en mindre skrift utgiven några år före The General Theory, resonerar han om tidens höga arbetslöshet och menar att den snabba teknikutvecklingen är en stor orsak. Dock var han också tydlig med att han inte trodde på teknologisk arbetslöshet på lång sikt.

- Utbudsekonomi: Utbudsekonomi utvecklades under 1970-talet som en respons på stagflationen under 1970-talet, som keynesianismen inte rådde bot på.[26] Förespråkarna för detta perspektiv influerades av Chicagoskolan samt nyklassisk ekonomi.[27][28] Teorin går i korthet ut på att tillväxt, som främjar arbete och välfärd, främjas bäst genom investeringar i kapital och i reformer som undanröjer hinder på arbetsmarknaden. På så sätt uppnås enligt teorin höjd produktion, vilket gör att konsumenter kan åtnjuta ett större utbud av varor och tjänster till lägre priser. Ökad produktion leder i sin tur till nyanställningar, det vill säga fler jobb. Typiska förslag från utbudsekonomer är lägre marginalskatter och mindre regleringar.

### Utbildning
Utbildning är något som omhuldas av de flesta inriktningar i debatten, oavsett inställning till teknologisk arbetslöshet. Ett flertal akademiker, däribland Paul Krugman, menar dock att förbättrad utbildning inte kan förväntas mildra den teknologiska arbetslösheten i särskilt hög grad. Dessa forskare pekar på den avtagande efterfrågan på många yrken i mellankompetens-klassen, och poängterar att alla inte kan bli yrkesmänniskor i högkompetens-klassen.

### Den tredje sektorn
Jeremy Rifkin ser den Tredje sektorn, sektorn vid sidan om stat och marknad som bland annat består av ideella grupper och föreningar, som räddningen. Han tänker sig att kapitalisterna kan ta hand om de traditionella sektorerna, där lönearbetet håller på att automatiseras bort. Medan en växande del av den befolkning som blir kvar kan hitta en givande plats i den sociala ekonomin, på ett eller annat sätt.

### Basinkomst/medborgarlön
Basinkomst innebär i korthet att staten delar ut pengar till alla, på en socialt acceptabel nivå, varvid människor kan välja om de vill arbeta eller inte. Idén går tillbaks till Thomas Paine, som hade ett liknande förslag i Agrarian Justice (1796), finansierat genom arvsskatt. I Europa har idén debatterats sedan 1980-talet, i modern tid. Före det pågick diskussioner, och försök, med det besläktade systemet negativ inkomstskatt i USA och Kanada. Guy Standing, en inflytelserik författare inom genren, menar att kapitalism, globalisering och snabb teknikutveckling håller på att skapa ett globalt prekariat. Han menar att basinkomst är en av de viktigaste pusselbitarna för att vända denna farliga utveckling i en positivare riktning. Basinkomst förespråkas av såväl vänster- och högerdebattörer, men främst är det den gröna rörelsen och under senare år piratrörelsen som drivit frågan. Att basinkomst främjar den ideella sektorn, liksom peer-to-peer-produktion (inklusive peer-to-peer med allmännytta som mål), samarbetsekonomi, social ekonomi, gåvoekonomi o.s.v. är också väl representerad. Den bakomliggande samhällsförståelsen är att teknologisk arbetslöshet är ett faktum och att lönearbetet därför kommer att minska. Men att människors tid och energi då (förhoppningsvis) kan frigöras till andra aktiviteter, bortom lönearbetet. Det handlar om att människor på olika sätt kan gå samman och producera sociala, kulturella och även fysiska ting, inklusive mat, och att välfärden på så sätt kan upprätthållas.

### Lön för att läsa böcker (etc.)
Martin Fords perspektiv i boken The Lights in the Tunnel överlappar med basinkomst. Men istället för att dela ut pengar helt ovillkorligt tänker han sig att man kan få pengar när man läser böcker, liksom vid andra (goda) sysselsättningar som ligger bortom lönearbetet.

### Förkortad arbetstid
Istället för att de som har jobb skall jobba heltid och mer därtill, och andra vara helt utan jobb, så är tanken att vi borde dela på jobben. Vilket antas underlättas genom förkortad arbetstid. På det partipolitiska planet drivs denna idé av vänsterpartier runt om i världen, men även delar av gröna partier och vissa socialdemokrater har tagit sig till budskapet.
Riksdagspartiet Vänsterpartiet förespråkar 6 timmars arbetsdag i syftet att ge människor "ökad livskvalité" och "ökad effektivitet". De finns även de som menar att "ingen jobbar effektivt i 8 timmar". Respektive argumenterar för att 6-timmars arbetsdag kan ge ökad profit över tid.

### Att "gå ur kapitalismen"

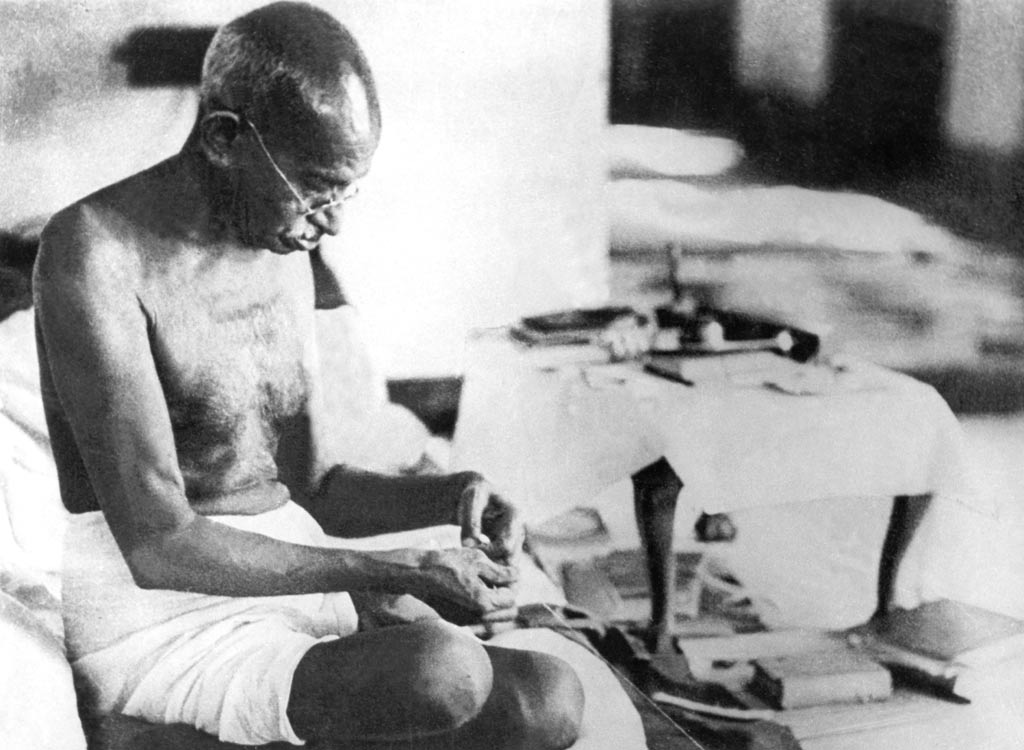
Mahatma Gandhi förespråkade simple living.

Istället för att ingå i konsumtionskulturen kan man välja att leva enkelt och billigt, men även utnyttja den gratisteknik som finns. Federico Pistono förordar detta i boken Robots Will Steal Your Job But That’s Okay. Alternativet kan också främjas av tekniska projekt såsom Open Source Ecology liksom utvecklingen av solceller och 3D-skrivare. Perspektivet är med andra ord "simple living", som är en mycket gammal tradition, men med tillägget att ändå utnyttja åtminstone vissa delar av tekniken.

### Resursbaserad ekonomi (eller automatiserad socialism)
Jacque Fresco, grundaren av det så kallade Venusprojektet, ser framför sig en framtid då alla varor och tjänster är fullt tillgängliga utan behov av pengar som allmän ekvivalent bland alla varor. Allt kommer således att tillhöra alla. Förespråkarna för detta alternativ argumenterar för att vi har tekniken att uppnå en sådan värld, om vi vill.
Peter Frase har även i sin bok Four Futures: Life After Capitalism skisserat fyra arketyper inför framtiden, varav en av dessa är ett egalitärt samhälle med ändliga resurser.

### Människa och maskin "går ihop"
Andrew McAfee och Erik Brynjolfsson menar att det är den digitala ekonomins inneboende funktion som är huvudorsaken till att tillväxten i produktivitet numera nästan har frikopplats från jobb och  inkomster. Mer produceras således, men med färre och färre anställda. I boken Race Against the Machine liksom i uppföljaren The Second Machine Age, argumenterar de för att människan borde samarbeta med maskinerna. De tror inte att jobben kommer att försvinna utan att nya jobb, inom nya sektorer, kommer att uppstå efter hand. Men de menar att utbildningssystemet borde orienteras bort från det nuvarande fokuset på matematik och läsning till en bredare uppsättning färdigheter, som krävs för samarbete med de framtida smarta maskinerna. De ser framför sig ökade inkomstklyftor i takt med omvandlingen av samhället och ekonomin, men att staten kan mildra dessa problem kraftigt genom införandet av negativ inkomstskatt. Futuristen Ray Kurzweil går ännu längre. Han menar att människan borde operera in datachip med nanoteknologi i kroppen för att hålla jämna steg med de supersmarta robotarna, och därmed slippa bli utkonkurrerad av dem på arbetsmarknaden. Han menar också att framtidens superintelligenta människor skulle kunna utveckla nya önskningar, vilka i sin tur skulle kunna stimulera framkomsten av nya industrier. Alternativt att framtidsmänniskan, med hjälp av nanoteknologin, skulle bli upplyst och komma fram till att hon inte längre behöver en marknadsekonomi. Oavsett vilket, menar futurister som Kurzweil, så skulle problemet med teknologisk arbetslöshet lösas. Transhumanismen har i stort liknande idéer.

### Snabba på den tekniska utvecklingen
Detta perspektiv bygger på idén att teknologisk arbetslöshet bara är ett problem i mellanfasen, mellan lönearbetskulturen och kulturen då vi bokstavligen kan printa ut allt vi behöver gratis via 3D-skrivare och liknande. Det vi borde göra är därför att med alla medel snabba på den tekniska utvecklingen, så att den smärtsamma mellanperioden blir så kort som möjligt. 

### Bredda ägandet av produktiv teknologi
Ett bredare ägande av robotar och annan produktiv teknologi har förespråkats av James S. Albus John Lanchester, och Noah Smith. På det sättet minskar beroendet av löneinkomst och fördelningen av välstånd skulle på så sätt lösas.

## Framtidsscenarier i nyare forskning
Sociologen Riccardo Campa skriver i Journal of Evolution and Technology (2014) om fyra olika framtidsscenarier beträffande lönearbetet och automatiseringen/robotiseringen. Två av scenarierna  innebär "slutet på robotar" och två av scenarierna innebär istället att lönearbetet går mot sin död. Bland de två sista är ett scenario dystopiskt, det andra utopiska. I värsta fall skulle mänskligheten minskas till slaveri under en kapitalistisk elit. I bästa fall bor människor att konsumera och njuta av varandra, medan robotar gör det hårda och smutsiga arbetet.
Sociologen Peter Frase har skrivit en bok vid namn Fyra framtider som delvis adresserar samma teman som Campas bok.